# John Dewey

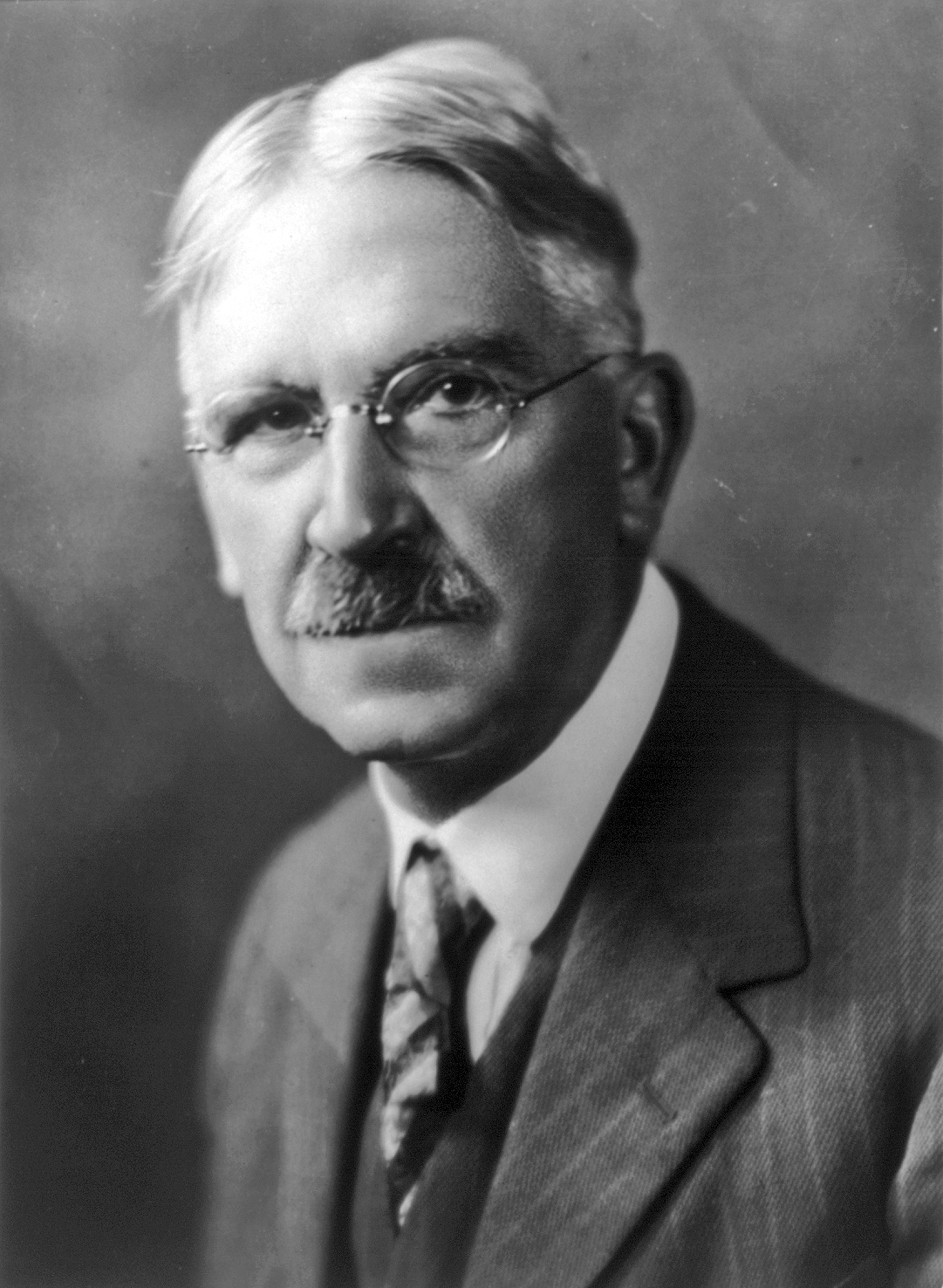
John Dewey, okänt datum.

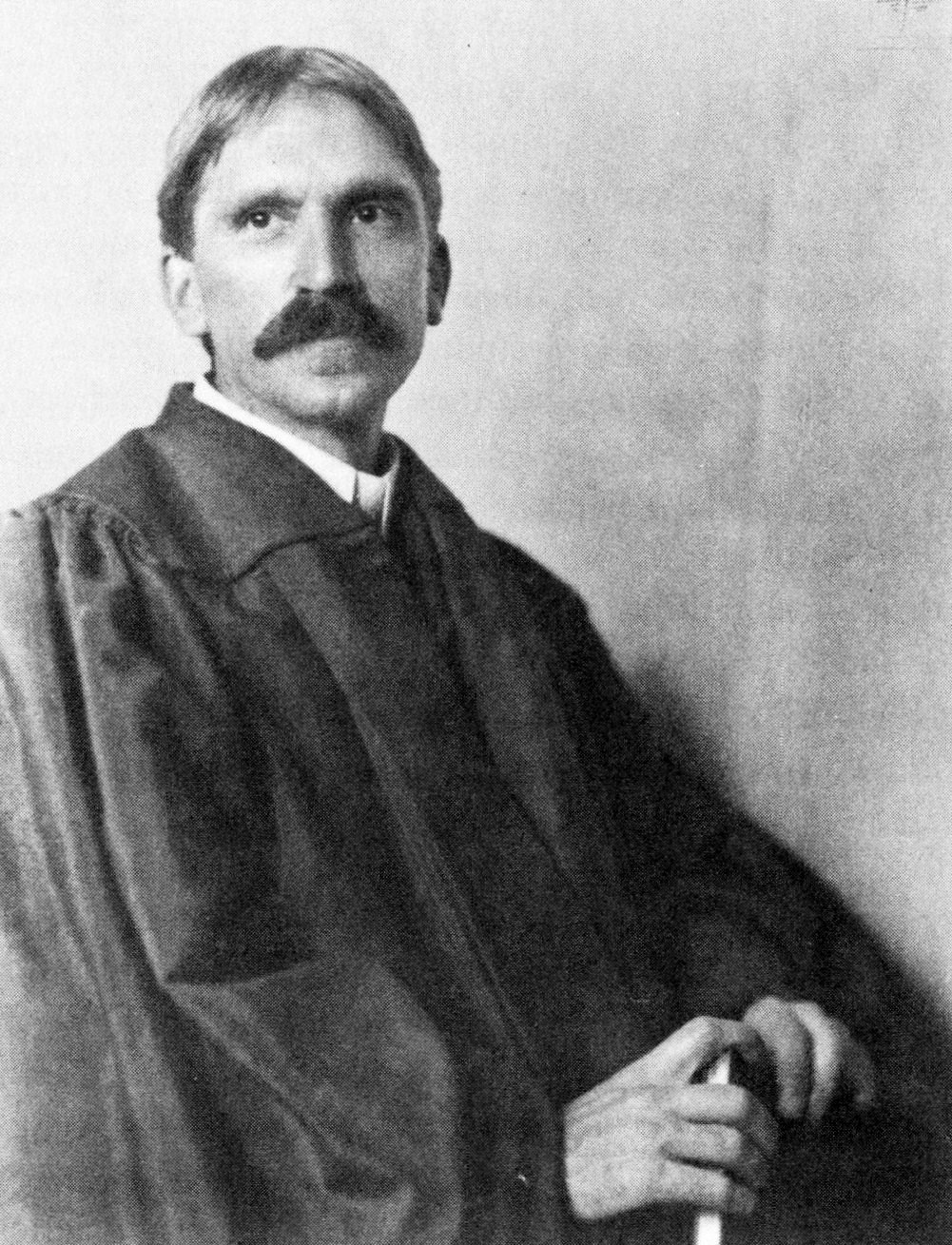
John Dewey, 1902.

John Dewey, född 20 oktober 1859 i Burlington i Vermont, död 1 juni 1952 i New York, var en amerikansk filosof, psykolog och pedagog (didaktiker). 
John Dewey är framför allt känd som en av pragmatismens frontalfigurer. Dewey är känd för frasen "learning by doing", men sa den inte själv, utan folk runt omkring började säga detta, möjligtvis för att förenkla hans pedagogik. Det är en enkel förklaring: aktivitetspedagogik där teori, praktik, reflektion och handling hänger ihop. Kunskap måste kunna bli till nytta och ha verklighetsanknytning. Dewey räknas till de progressiva pedagogiska teoretikerna och kallas den funktionella psykologins fader.

## Biografi
Dewey föddes 1859 i Vermont i USA. Hans familj var jordbrukare sedan flera generationer tillbaka. Fadern bröt dock denna trend och slog sig in på affärsverksamhet, vilket ledde till att Dewey snabbt kom in på den akademiska banan. Han började vid 21 års ålder undervisa på en highschool men sa upp sig till förmån för studierna. 1882 påbörjade han doktorandstudier vid Johns Hopkins University, på detta följde en lång och innehållsrik akademisk karriär: 1889 blev han anställd som professor vid University of Michigan, efter fem år flyttade han till University of Chicago där han ledde institutionen för filosofi, psykologi och pedagogik och 1904 fortsatte han till Columbia University där han blev emeritus 1930. Dewey var kvar fram till 80 års ålder, då han slutligen gick i pension helt.
Mellan 1899 och 1900 var Dewey ordförande för American Psychological Association och (1911) American Philosophical Association. Mellan 1919 och 1921 gjorde han föreläsningsresor till Japan och Kina, 1928 gjorde han en besiktningsresa till skolor i Sovjetunionen.
Till skillnad från många samtida akademiker, engagerade sig Dewey i samhällslivet utanför universitetsvärlden. Bland annat grundade han 1896 en försöksskola tillsammans med sin hustru Alice Chipman Dewey. Försöksskolan kom att bli en av de mest omtalade vid den tiden. Dewey var en av grundarna av American Civil Liberties Union och the China Institute in America. I mitten av 1930-talet deltog han i en kommission för att undersöka anklagelserna mot Lev Trotskij i de så kallade Moskvarättegångarna; 1940 arbetade han för att Bertrand Russell inte skulle uteslutas ur New Yorks lärarkår. Vid sidan av talrika artiklar och böcker skrev Dewey ofta kommentarer i tidskrifter som The New Republic och The Nation. Trots pensionering förblev Dewey produktiv fram till sin död 1 juni 1952, han var då 92 år gammal.

## Filosofier och teorier
I Democracy and Education försöker Dewey ta vid där Platon och Rousseau slutade, och finna ett sätt att demokratisera utbildningsväsendet, detta genom att sätta dessa teorier samman med bland andra Lev Vygotsky. Dewey kritiserar Rousseau för att vara alltför individualistisk, och Platon för att vara alltför inriktad på kollektivet. Distinktionen mellan individens väl och samhällets vänder sig Dewey emot, och menar att det råder ett ömsesidigt förhållande, där de båda utvecklas tillsammans, att det inte råder någon egentlig motsättning mellan begreppen, och att de inte fullt kan skiljas från varandra. I senare arbeten skulle han dock erkänna att vissa individers mentala processer kunde få konsekvenser för samhället i stort, och därför kunde ses som överordnade.
Utbildningens funktion är enligt Dewey att ge elever levande kunskap som de har praktisk nytta av yrkesmässigt och personligt. Det bästa sättet att lära sig menade Dewey var genom praktiska övningar som i så hög grad som möjligt fjärmade sig från ett konstruerat inlärningssätt. Central var tanken på att utbildning tjänade till att utveckla människans förmåga till problemlösning och kritiskt tänkande i stället för memorering, och att skolan skulle påminna om det verkliga livet.
Som pragmatisk teoretiker tog han vid efter Charles Sanders Peirce och William James. Dewey hade dock en något olikartad åskådning, och menade att ett värde bestäms av dess funktion och följder, och därför inte är relativt eller socialt konstruerat. Deweys sanningsbegrepp är även mer praktiskt orienterat än sina föregångare, då sanningen och den riktiga kunskapen kommer av instrumentell snarare än mental aktivitet.[källa behövs]

### Tidiga arbeten
1. "The New Psychology"(1884)
2. Psychology (1887)
3. Leibniz's New Essays Concerning the Human Understanding (1888)
4. "The Ego as Cause"(1894)
5. "The Reflex Arc Concept in Psychology" (1896)
6. "My Pedagogic Creed" (1897)

### Mellanarbeten (i urval)
1. The School and Society (1899)
2. The Child and the Curriculum (1902)
3. "The Postulate of Immediate Empiricism" (1905)
4. Moral Principles in Education (1909) The Riverside Press Cambridge Project Gutenberg
5. How We Think (1910)
6. Schools of tomorrow (1915)
7. Democracy and Education: an introduction to the philosophy of education (1916)
8. Reconstruction in Philosophy (1919)
9. Human Nature and Conduct: An Introduction to Social Psychology

### Sena arbeten (i urval)
1. Experience and Nature (1925)
2. The Public and its Problems (1927)
3. The Quest for Certainty (1929)
4. Individualism Old and New (1930)
5. Philosophy and Civilization (1931)
6. Ethics, second edition (with James Hayden Tufts) (1932)
7. Art as Experience (1934)
8. A Common Faith (1934)
9. Liberalism and Social Action (1935)
10. Experience and Education (1938)
11. Logic: The Theory of Inquiry (1938)
12. Freedom and Culture (1939)
13. Knowing and the Known (1949) (with Arthur Bentley)

### Utgivet på svenska
- 1912 – Barnet och skolkursen jämte uppsatser, hämtade ur redogörelserna från elementarskolan vid universitetet i Chicago Libris 2614959
- 1917–1918 – Framtidsskolor (2 volymer) Libris 1506238
- 1936 – Människans natur och handlingsliv Libris 53716
- 1948 – Demokrati och uppfostran Libris 1395180
- 1980 – Individ, skola och samhälle Libris 8348688
- 1999 – Demokrati och utbildning Libris 7615236